# Cagdianao
Cagdianao ist eine philippinische Stadtgemeinde in der Provinz Dinagat Islands. Sie hat 18.350 Einwohner (Zensus 1. Mai 2020).

## Baranggays
Cagdianao ist politisch in 14 Baranggays unterteilt.
- Boa
- Cabunga-an
- Del Pilar
- Laguna
- Legaspi
- Ma-atas
- Mabini (Borja)
- Nueva Estrella
- Poblacion
- R. Ecleo, Sr.
- San Jose
- Santa Rita
- Tigbao
- Valencia[2]